# Limia nigrofasciata
Espèce
Synonymes
- Limia arnoldi Regan, 1913[1]
- Poecilia nigrofasciata[1]

Limia nigrofasciata est une espèce de poissons d'eau douce de la famille des Poeciliidae endémique d'Haïti.

## Systématique
L'espèce Limia nigrofasciata a été décrite en 1913 par l'ichtyologiste britannique Charles Tate Regan (1878-1943).

## Répartition, habitat
Limia nigrofasciata se rencontre uniquement dans le lac Miragoane en Haïti. Cette espèce préfère les zones à forte densité de végétation.

## Description
Limia nigrofasciata mesure environ 6 cm pour le mâle et 7 cm pour la femelle. Le mâle se reconnaît à son corps aplati latéralement et la présence d’une bosse derrière la tête. Cette bosse lui a valu le nom anglais de humpbacked limia (« limia bossue »). Cette bosse se développe en fonction de la dominance et de l’âge du mâle. Elle apparaît entre 9 et 12 mois lorsque les mâles atteignent leur maturité sexuelle. La tête de ce poisson est pointue ce qui donne l’impression qu’il a un petit nez retroussé. Il est d’une belle couleur jaune qui contraste avec les neuf bandes noires verticales réparties sur tout le corps.  Sa dorsale en éventail présente des  motifs noirs concentriques. Cette nageoire devient de plus en plus grande avec le temps. Pendant les parades, des reflets bleu- argenté apparaissent sur tout le corps de ce poisson.
La femelle est un peu plus grande que le mâle et son corps est cylindrique au lieu d’aplati. Ses couleurs sont semblables aux couleurs du mâle.

## En aquarium
L'eau du bac doit présenter un pH compris entre 7 et 8,5 et une dureté entre 10 et 30 dGH. La température doit se situer entre 21 et 28 °C avec un optimum pour la reproduction à 24 °C. Limia nigrofasciata est un poisson actif et vif qui aime bouger. C’est pourquoi une aquarium d’au moins 200 litres est nécessaire à son bien-être. Il faut aussi prévoir plusieurs cachettes et de nombreuses plantes pour aider la femelle à se cacher des avances incessantes du mâle.

### Reproduction
Le mâle pourchasse la femelle intensivement. Il se place devant elle et déploie sa grande nageoire dorsale. Les bandes noires sur son corps s’intensifient. Il continue sa parade jusqu’à ce que la femelle devienne réceptive à ses avances. Avec son gonopode (nageoire anale modifiée), il introduit ses spermatozoïdes dans la femelle. Les œufs et les alevins se développent à l’intérieur de la femelle. Une seule fécondation peut mener à plusieurs pontes différentes.
La période de gestation est d’environ 28 jours. La femelle pond entre 20 et 40 alevins à chaque fois. Les petits présentent déjà les neuf bandes noires caractéristiques de l’espèce dès leur naissance, ce qui les rend très attractifs. Ils sont matures vers l'âge de 5-6 mois et peuvent se reproduire à leur tour.
La parade du mâle et les différences physiques entre les deux sexes sont des caractéristiques qu'on ne retrouve pas chez toutes les espèces de Limia. Limia perugiae, qui vit en République Dominicaine, présente aussi ces deux caractéristiques. Des analyses génétiques prouvent que ces deux espèces, vivant sur la même île, ont évolué à partir d’un ancêtre commun.

### Alimentation
C’est un animal plutôt glouton qui mange un peu de tout. Il est important de lui fournir une source de nourriture végétale. Il accepte des flocons et adore la nourriture congelée (daphnies, bloodworms…). Il accepte autant la nourriture à la surface de l’eau qu’au fond de l’aquarium.

## Étymologie
Son épithète spécifique, du latin nigro, « noir », fasciata, « rayé », fait référence aux sept à neuf bandes noires présentes sur son corps.